# Mad Love (album, JoJo)
Mad Love je třetí studiové album americké zpěvačky JoJo. Vyšlo 14. října 2016 pod vydavatelstvím Atlantic Records. Album obsahuje prvky žánru R&B. Jedná se o první album JoJo vydané po deseti letech od předchozího alba The High Road. Album obsahuje ve standardní edici celkem 11 skladeb a v deluxe verzi ještě další 4. JoJo se textařsky podílela na všech písních.

## Seznam skladeb
| Pořadí | Název                            | Délka |
| ------ | -------------------------------- | ----- |
| 1.     | Music                            | 3:35  |
| 2.     | I Can Only feat. Alessia Cara    | 3:20  |
| 3.     | Fuck Apologies feat. Wiz Khalifa | 3:15  |
| 4.     | FAB feat. Remy Ma                | 3:35  |
| 5.     | Mad Love                         | 4:04  |
| 6.     | Vibe                             | 3:07  |
| 7.     | Honest                           | 5:20  |
| 8.     | Like This                        | 3:41  |
| 9.     | Edibles                          | 3:49  |
| 10.    | High Heels                       | 3:21  |
| 11.    | I Am                             | 3:57  |

### Deluxe verze
| Pořadí | Název      | Délka |
| ------ | ---------- | ----- |
| 12.    | Clovers    | 3:24  |
| 13.    | Reckless   | 3:42  |
| 14.    | Good Thing | 3:30  |
| 15.    | Rise Up    | 3:24  |